# Carbophenothion
Carbophenothion ist eine chemische Verbindung aus der Gruppe der Thiophosphorsäureester. Die hohe akute Giftigkeit führte zu mehreren Massenvergiftungen bei Vögeln.

## Gewinnung und Darstellung
Carbophenothion kann durch Reaktion von 4-Chlorthiophenol mit Chlorwasserstoff und Formaldehyd sowie anschließend mit DEPA gewonnen werden.

## Verwendung
Carbophenothion wird als universelles Insektizid z. B. zur Saatgutbeize, vor allem aber im Anbau von Zitrusfrüchten verwendet. Stauffer Chemical führte die Verbindung in den 1960er-Jahren ein.

## Zulassung
Carbophenothion war in Deutschland von 1971 bis 1974 zugelassen.
In den Staaten der EU und in der Schweiz sind keine Pflanzenschutzmittel mit diesem Wirkstoff zugelassen.